# Tomica i prijatelji: Tajna Vidogore
Tomica i prijatelji: Tajna Vidogore (eng. Thomas & Friends: The Mystery of Lookout Mountain) je kanadski animirani film redatelja Campbell Bryer iz 2022. godine i filmskog serijala Tomica i prijatelji.

## Glavne uloge
- Aaron Barashi
- Will Harrison-Wallace
- Henri Charles
- Marie Ekins
- Matt Coles
- Sade Smith
- Henry Harrison
- Eva Mohamed
- Holly Dixon
- Chloe Raphael
- Jai Armstrong
- Elliott Garcia
- Jessica Carroll
- Tom Dussek
- Meesha Contreras
- Neil Crone
- Charlie Zeltzer
- Kayla Lorette
- Joe Pingue
- Talia Evans
- Will Bhaneja
- Jenna Warren
- Glee Dango
- Ava Ro
- Jamie Watson
- Chuck Smith
- Dana Puddicombe
- Bruce Dow

## Vanjske poveznice
- Tomica i prijatelji: Tajna Vidogore na Internet Movie Databaseu (engl.)